# وارن فيلت إيفانز
وارن فيلت إيفانز (بالإنجليزية: Warren Felt Evans)‏ هو فيلسوف ومؤلف أمريكي، ولد في 23 ديسمبر 1817 في روكينغهام في الولايات المتحدة، وتوفي في 1889.

## وصلات خارجية
- وارن فيلت إيفانز على موقع الموسوعة البريطانية (الإنجليزية)